# NGC 5764
NGC 5764 je otvoreni skup u zviježđu Vuku. 

## Vanjske poveznice
- (engl.) SEDS: NGC 5764
- (engl.) Hartmut Frommert: Revidirani Novi opći katalog
- (engl.) Izvangalaktička baza podataka NASA-e i IPAC-a
- (engl.) Astronomska baza podataka SIMBAD
- (engl.) VizieR
- DSS-ova slika NGC 5764  Arhivirana inačica izvorne stranice od 12. travnja 2016. (Wayback Machine)
- (engl.) Auke Slotegraaf: NGC 5764 Deep Sky Observer's Companion
- (engl.) Courtney Seligman: Objekti Novog općeg kataloga: NGC 5750 - 5799